# Chengmai
Chengmai is een arrondissement in het noorden van de zuidelijke provincie Hainan, Volksrepubliek China.